# 三股町立三股小学校
三股町立三股小学校（みまたちょうりつ みまたしょうがっこう）は、宮崎県北諸県郡三股町樺山にある公立の小学校。

## 概要
歴史
1872年（明治5年）創立。現校名となったのは1948年（昭和23年）。2022年（令和4年）に創立150周年を迎えた。
校章
羽ばたく鳥を背景にして、中央に校名の頭文字「三」の文字を配している。
校歌
作詞は長嶺宏、作曲は海老原直による。歌詞は3番まであり、3番の歌詞中に校名の「三股小」が登場する。
通学区域
三股町のうち、「山王原、仲町、東原、上米満、中米満、谷、櫟田、高畑の一部、上新馬場」。中学校区は三股町立三股中学校。

## 沿革
- 1872年（明治5年）
  - 8月23日 - 学制により、三股郷校を「三股小学校」に改める。樺山3933番地（現・早馬神社の西隣）に創立。
  - 9月 - 初代校長に門田見稔が就任。
- 時期不詳（明治初期）- 前目、餅原、蓼池に支校（分校）を設置。
- 1875年（明治8年）11月 - 女子小学校を創立（男女別学）。遠隔地から通学する児童のために寄宿舎を設置。
- 1881年（明治14年）- 三股小学校と三股女子小学校を統合（男女共学）。3支校（分校）がそれぞれ「前目小学校」・「餅原小学校」・「蓼池小学校」[2]として独立。
- 1882年（明治15年）9月 - 栗原に木造2階建て校舎が完成。2代目校長に野崎重則（鹿児島県師範学校から）が就任。
- 1886年（明治19年）頃 - 小学校令施行により、尋常科（4年制）を設置の上、「尋常三股小学校」に改称。
- 1889年（明治22年）5月1日 -  北諸県郡5村（宮、樺山、長田、餅原、蓼池）が合併の上、「三股村」が発足。
- 1892年（明治25年）
  - 4月1日 - 「三股尋常小学校」に改称。
  - 4月3日 - 稲荷神社西隣に校舎を新築の上、移転を完了。
- 1895年（明治28年）3月 - 高等科（4年制）を併置の上、「三股尋常高等小学校」（尋常科4年・高等科4年）に改称。
- 1908年（明治41年）
  - 4月1日 - 改正小学校令により、尋常科（義務教育年限）が4年制から6年制に改められる。これにより、旧高等科1年を尋常科5年、旧高等科2年を尋常科6年、旧高等科3年を高等科1年、旧高等科4年を高等科2年に改める（尋常科6年・高等科2年）。
  - 12月 - 村内の小学校3校（勝岡・中原・宮村）を統合の上、それぞれ分教場とする。
- 1911年（明治44年）6月6日 - 勝岡分教場が分離の上、勝岡尋常小学校として独立。
- 1912年（明治45年）4月 - 宮村分教場が分離の上、宮村尋常小学校として独立。
- 1913年（大正2年）8月 - 中原分教場が分離の上、中原尋常小学校として独立。
- 1925年（大正14年）3月23日 - 現在地に移転を完了。
- 1926年（大正15年）- 第六校舎が完成。三股青年訓練所が併置される。
- 1929年（昭和4年）3月 - 講堂が完成。
- 1935年（昭和10年）- 青年学校令施行により、三股青年学校が併置される。
- 1936年（昭和11年）- 高等科3年を新設。
- 1941年（昭和16年）4月1日 - 国民学校令施行により、「三股村三股国民学校」（初等科6年・高等科3年）と改称。尋常科を初等科に改める。
- 1945年（昭和20年）- 高等科3年を廃止（これにより初等科6年・高等科2年）。
- 1947年（昭和22年）- 学制改革が行われる（六・三制の実施）。
  - 4月1日 - 国民学校初等科は、新制小学校「三股村立三股小学校」に改組・改称。
  - 5月8日 - 国民学校高等科は、青年学校普通科とともに、新制中学校「三股村立三股中学校」に改組・改称。
- 1948年（昭和23年）5月2日 - 町制施行により、「三股町立三股小学校」（現校名）に改称。
- 1953年（昭和28年）12月 - 北校舎を改築。
- 1958年（昭和33年）- プールを建設。
- 1971年（昭和46年）
  - 2月 - 新正門が完成。
  - 8月 - 新プールが完成。
- 1972年（昭和47年）11月7日 - 創立100周年記念館が完成。（現在は三股児童クラブの敷地となっている。）
- 1989年（平成元年）4月1日 - 三股町立三股西小学校を分離。
- 2011年（平成23年）2月 - 新体育館が完成。
- 2018年（平成30年）11月 - 三股町放課後学習会を開始。
- 2023年（令和5年）2月2日 - 創立150周年記念式典を挙行。

## 交通
最寄りの鉄道駅
- JR九州 日豊本線 「三股駅」

最寄りのバス停留所
- 三股コミュニティバス（くいまーる） 「三股小学校前」停留所

最寄りの幹線道路
- 宮崎県道33号都城北郷線 「北樺」交差点

## 周辺
- 塚原児童公園
- JAみやざき都城地区本部三股支店
- 三股町立三股中学校
- 三股町立中央テニスコート
- 三股町役場
- 三股町中央公民館
- 三股町体育館・三股町多目的スポーツセンター
- 五本松児童公園
- 三股町立文化会館
- 三股町立図書館
- 三股町総合福祉センター
- 三股町ふれあい中央公園
- 都城警察署三股交番

## 参考資料
- 「三股町史」（1961年（昭和36年）6月8日, 三股町役場）p.330～p.332